# Charinus
Genre
Synonymes
- Enantiosarax Mello-Leitao, 1931
- Oligacanthophrynus Caporiacco, 1947
- Speleophrynus Ravelo, 1975
- Tricharinus Quintero, 1986

Charinus est un genre d'amblypyges de la famille des Charinidae.

## Distribution
Les espèces de ce genre se rencontrent en Amérique, en Afrique et en Océanie.

## Liste des espèces
Selon Whip spiders of the World (version 1.0) :
- Charinus acaraje Pinto-da-Rocha, Machado & Weygoldt, 2002
- Charinus acosta (Quintero, 1983)
- Charinus africanus Hansen, 1921
- Charinus asturius Pinto-da-Rocha, Machado & Weygoldt, 2002
- Charinus australianus (L. Koch, 1867)
- Charinus bordoni (Ravelo, 1975)
- Charinus brasilianus Weygoldt, 1972
- Charinus camachoi (González-Sponga, 1998)
- Charinus caribensis (Quintero, 1986)
- Charinus centralis Armas & Ávila Calvo, 2000
- Charinus cubensis (Quintero, 1983)
- Charinus decu (Quintero, 1983)
- Charinus diblemma Simon, 1936
- Charinus dominicanus Armas & González, 2002
- Charinus eleonorae Baptista & Giupponi, 2003
- Charinus fagei Weygoldt, 1972
- Charinus gertschi Goodnight & Goodnight, 1946
- Charinus guianensis (Caporiacco, 1947)
- Charinus insularis Banks, 1902
- Charinus jeanneli Simon, 1936
- Charinus koepckei Weygoldt, 1972
- Charinus madagascariensis Fage, 1954
- Charinus milloti Fage, 1939
- Charinus montanus Weygoldt, 1972
- Charinus muchmorei Armas & Teruel, 1997
- Charinus mysticus Giupponi & Kury, 2002
- Charinus neocaledonicus Simon, 1895
- Charinus papuanus Weygoldt, 2006
- Charinus pardillalensis (González-Sponga, 1998)
- Charinus pecki Weygoldt, 2006
- Charinus perezassoi Armas, 2010
- Charinus pescotti Dunn, 1949
- Charinus platnicki (Quintero, 1986)
- Charinus quinteroi Weygoldt, 2002
- Charinus schirchii (Mello-Leitão, 1931)
- Charinus tomasmicheli Armas, 2007
- Charinus troglobius Baptista & Giupponi, 2002
- Charinus tronchonii (Ravelo, 1975)
- Charinus vulgaris Miranda & Giupponi, 2011
- Charinus wanlessi (Quintero, 1983)

et décrites ou élevées depuis :
- Charinus aguayoi Moyá-Guzmán, 2009
- Charinus alagoanus Miranda, Giupponi, Prendini & Scharff, 2021
- Charinus apiaca Miranda, Giupponi, Prendini & Scharff, 2021
- Charinus bahoruco Teruel, 2016
- Charinus belizensis Miranda, Giupponi & Wizen, 2016
- Charinus bichuetteae Giupponi & Miranda, 2016
- Charinus bonaldoi Giupponi & Miranda, 2016
- Charinus brescoviti Giupponi & Miranda, 2016
- Charinus bromeliaea Jocqué & Giupponi, 2012
- Charinus bruneti Teruel & Questel, 2011
- Charinus caatingae Vasconcelos & Ferreira, 2016
- Charinus carajas Giupponi & Miranda, 2016
- Charinus carinae Miranda, Giupponi, Prendini & Scharff, 2021
- Charinus carioca Miranda, Giupponi, Prendini & Scharff, 2021
- Charinus carvalhoi Miranda, Giupponi, Prendini & Scharff, 2021
- Charinus castilloae Armas & Palomino-Cardenas, 2023
- Charinus cavernicolus Weygoldt, 2006
- Charinus cearensis Miranda, Giupponi, Prendini & Scharff, 2021
- Charinus desirade Teruel & Questel 2015
- Charinus diamantinus Miranda, Giupponi, Prendini & Scharff, 2021
- Charinus diomedesi Armas, Miranda, Santos-Murgas & Castillo, 2023
- Charinus elegans Weygoldt, 2006
- Charinus euclidesi Miranda, Giupponi, Prendini & Scharff, 2021
- Charinus ferreus Giupponi & Miranda, 2016
- Charinus goitaca Miranda, Giupponi, Prendini & Scharff, 2021
- Charinus grandisterrae Ythier, Ramage, Jourdan, Giupponi & Coulis, 2024
- Charinus guayaquil Miranda, Giupponi, Prendini & Scharff, 2021
- Charinus guto Giupponi & Miranda, 2016
- Charinus imperialis Miranda, Giupponi, Prendini & Scharff, 2021
- Charinus iuiu Vasconcelos & Ferreira, 2016
- Charinus jibaossu Vasconcelos, Giupponi & Ferreira, 2014
- Charinus kakum Harms, 2018
- Charinus lalylaurarum Ythier & Giupponi, 2023
- Charinus loko Miranda, Giupponi, Prendini & Scharff, 2021
- Charinus longipes Weygoldt, 2006
- Charinus longitarsus Armas & Palomino-Cardenas, 2016
- Charinus magalhaesi Miranda, Giupponi, Prendini & Scharff, 2021
- Charinus magua Seiter, Schramm & Schwaha, 2018
- Charinus marechali Ythier, Ramage, Jourdan, Giupponi & Coulis, 2024
- Charinus martinicensis Teruel & Coulis, 2017
- Charinus miskito Miranda, Giupponi, Prendini & Scharff, 2021
- Charinus mocoa Miranda, Giupponi, Prendini & Scharff, 2021
- Charinus monasticus Miranda, Giupponi, Prendini & Scharff, 2021
- Charinus orientalis Giupponi & Miranda, 2016
- Charinus palikur Miranda, Giupponi, Prendini & Scharff, 2021
- Charinus perquerens Miranda, Giupponi, Prendini & Scharff, 2021
- Charinus potiguar Vasconcelos, Giupponi & Ferreira, 2013
- Charinus puri Miranda, Giupponi, Prendini & Scharff, 2021
- Charinus reddelli Miranda, Giupponi & Wizen, 2016
- Charinus renneri Miranda, Giupponi, Prendini & Scharff, 2021
- Charinus ricardoi Giupponi & Miranda, 2016
- Charinus rocamadre Torres-Contreras, Alvarez Garcia & Armas, 2015
- Charinus ruschii Miranda, Milleri-Pinto, Gonçalves-Souza, Giupponi & Scharff, 2016
- Charinus santanensis Vasconcelos & Ferreira, 2017
- Charinus sillami Réveillion & Maquart, 2015
- Charinus sooretama Miranda, Giupponi, Prendini & Scharff, 2021
- Charinus souzai Miranda, Giupponi, Prendini & Scharff, 2021
- Charinus spelaeus Vasconcelos & Ferreira, 2017
- Charinus susuwa Miranda, Giupponi, Prendini & Scharff, 2021
- Charinus taboa Vasconcelos, Giupponi & Ferreira, 2016
- Charinus tingomaria Ballón-Estacio & Armas, 2019
- Charinus una Miranda, Giupponi, Prendini & Scharff, 2021
- Charinus yanatile Palomino-Cardenas, Armas & Castillo-Espinoza, 2022

Charinus victori a été placée en synonymie avec Charinus aguayoi par Armas en 2017.
Charinus abbatei, Charinus bengalensis, Charinus dhofarensis, Charinus ioanniticus, Charinus israelensis, Charinus omanensis, Charinus pakistanus, Charinus seychellarum, Charinus socotranus et Charinus stygochthobius ont été placées dans le genre Sarax par Miranda, Giupponi, Prendini et Scharff en 2021.

## Systématique et taxinomie
Ce genre a été décrit par Simon en 1892 dans les Tarantulidae.
Enantiosarax a été placé en synonymie par Quintero en 1983.
Speleophrynus a été placé en synonymie par Delle Cave en 1986.
Oligacanthophrynus a été placé en synonymie par Weygoldt en 1998.
Tricharinus a été placé en synonymie par Weygoldt en 2000.

## Publication originale
- Simon, 1892 : « Arachnides. Étude sur les Arthropodes cavernicoles de île Luzon, Voyage de M. E. Simon aux îles Philippines (Mars et avril 1890). » Annales de la Société Entomologique de France, vol. 61, p. 35–52 (texte intégral).